# Bratři (film, 2023)
Bratři je český dramatický film režiséra Tomáše Mašína z roku 2023; pojednává o ozbrojeném útěku skupiny bratří Mašínů z Československa do Západního Berlína v říjnu 1953. Motto snímku slibuje „stále aktuální a univerzálně srozumitelné poselství, že bez svobody nelze žít a je nutné za ni bojovat“.
Začátkem září 2023 oznámila Česká filmová a televizní akademie, že film Bratři bude reprezentovat Českou republiku v klání o Oscara za nejlepší cizojazyčný film. Byl oceněn cenou Českého lva jako nejlepší film roku 2023.

## Natáčení
Josef Mašín si celou trasu útěku prošel s režisérem, svým vzdáleným příbuzným, znovu; s jeho zesnulým bratrem se režisér nesetkal. Původně měl být o této odbojové skupině natočen snímek s názvem Zatím dobrý, ale ten však nebyl realizován. První klapka natáčení tohoto filmu padla 4. srpna 2022, dotočen byl na konci listopadu 2022. Scénář napsal Marek Epstein. Film podpořil Státní fond kinematografie částkou 15 milionů korun a pomocí sbírky se vybralo přes 1,5 milionu Kč. Premiéru měl film 26. října 2023.

## Obsazení
| Oskar Hes             | Josef Mašín                              |
| Jan Nedbal            | Ctirad Mašín                             |
| Adam Ernest           | Milan Paumer                             |
| Matyáš Řezníček       | Václav Švéda                             |
| Antonín Mašek         | Zbyněk Janata                            |
| Tatiana Dyková        | Zdena Mašínová starší                    |
| Karolína Lea Nováková | Zdena Mašínová mladší                    |
| Václav Neužil         | Ctibor Novák                             |
| Stefan Konarske       | kapitán StB Koller                       |
| Saro Emirze           | komisař Haneke                           |
| Charles Lemming       | plukovník Hoffmann                       |
| Matěj Hádek           | Zbyněk Roušar                            |
| Karel Dobrý           | plukovník StB                            |
| Alžběta Malá          | Hanka                                    |
| Petr Uhlík            | Vladimír Hradec                          |
| Daniela Kolářová      | babička Ema Nováková                     |
| Marián Mitaš          | Josef Mašín starší (hlas Pavel Řezníček) |
| David Bowles          | kapitán Clark                            |
| Adam Vacula           | podporučík Adam                          |
| Fritz Fenne           | major Vopo                               |